# Seven Up
Seven Up este un album al trupei germane de krautrock Ash Ra Tempel în colaborare cu Timothy Leary. Este al treilea album al formației și a fost lansat în 1973 prin Kosmische Kuriere. 

## Tracklist
1. "Space" (16:03)
2. "Time" (21:15)

- Ambele compoziții au fost semnate de Ash Ra Tempel (muzica) și Timothy Leary/Brian Barritt (versurile).

## Componență
- Hartmut Enke - bas, chitară, sintetizator
- Manuel Göttsching - chitară, sintetizator
- Dr. Timothy Leary - voce

cu
- Dieter Burmeister - baterie
- Tommie Engel - baterie
- Steve A - chitară, orgă
- Dieter Dierks - sintetizator
- Bettina Hohls - voce
- Brian Barritt - voce
- Liz Elliott - voce
- Portia Nkomo - voce
- Micky Duwe - voce, flaut